# اتفاقية العمل الجبري
اتفاقية العمل الجبري هي الاتفاقية المتعلقة بالسخرة والعمل الإجباري عام 1930 وهي إحدى اتفاقيات منظمة العمل الدولية الأساسية الثمانية لمنظمة العمل الدولية. تلزم الاتفاقية الأطراف حظر استخدام السخرة والاعتراف بخمسة استثناءات فقط. موضوعها والغرض من ذلك هو قمع استخدام السخرة في جميع أشكاله بغض النظر عن طبيعة العمل أو قطاع النشاط الذي يمكن أن يقوم به. تعرف الاتفاقية العمل القسري بأنه «كل عمل أو خدمة تفرض عنوة من أي شخص تحت التهديد بأي عقاب والذي لا يقدم عليه الشخص نفسه طواعية».
اعتمدت الاتفاقية في جنيف 28 يونيو 1930 ودخلت حيز التنفيذ في 1 مايو 1932. بحلول نهاية عام 1932 صدقت عشر دول على الاتفاقية (اليابان وبلغاريا وإسبانيا والنرويج والدنمارك وأستراليا والسويد والمملكة المتحدة وليبيريا وأيرلندا). صدقت على الاتفاقية كل من النمسا في عام 1960 ولوكسمبورغ في عام 1964 ومالطا في عام 1965. صدقت كندا في عام 2011 وحتى عام 2015 الولايات المتحدة الأمريكية لم تصدق عليها.
استكملت الاتفاقية من قبل اتفاقية إلغاء العمل الجبري لعام 1957 الذي ألغى عددا من الاستثناءات لإلغاء اتفاقية عام 1930 مثل العقاب لتوجيه ضربات وكعقاب لعقد جهات سياسية معينة.

## استثناءات الاتفاقية
تستثني الاتفاقية من مصطلح «العمل القسري أو الإجباري» ما يلي:
- الإجبار على أي عمل أو خدمة من قوانين الخدمة العسكرية الإلزامية لعمل له طابع عسكري بحت.
- أي عمل أو خدمات تشكل جزءا من الالتزامات المدنية العادية لمواطني بلد بالحكم الذاتي الكامل.
- الإجبار على أي عمل أو خدمة من أي شخص نتيجة لقناعة في محكمة قانونية شريطة أن يكون العمل أو الخدمة نفذت تحت إشراف ورقابة سلطة عامة وأن الشخص المذكور غير مستأجر أو موضوع في تصرف الأشخاص العاديين أو الشركات أو الجمعيات.
- الإجبار على أي عمل أو خدمة في حالات الطوارئ وهذا يعني في حال نشوب حرب أو كارثة أو مصيبة مثل الحرائق والفيضانات والمجاعات والزلازل والعنف أو الأمراض الوبائية والغزو من قبل: الحيوانات أو الحشرات أو الآفات النباتية وبصفة عامة أي ظرف من شأنه أن يعرض للخطر وجود أو رفاه كل أو جزء من السكان.
- الخدمات المجتمعية الصغيرة من نوع التي يتم تنفيذها من قبل أعضاء المجتمع في مصلحة مباشرة للمجتمع ولذلك يمكن اعتبار الالتزامات المدنية العادية على عاتق أعضاء المجتمع شريطة أن يكون أفراد المجتمع أو ممثليهم لهم الحق في أن يستشار فيما يتعلق بالحاجة إلى مثل هذه الخدمات.

## التصديقات
اعتبارا من عام 2013 تم التصديق على الاتفاقية من قبل 177 من 185 عضو من منظمة العمل الدولية بينما أعضاء منظمة العمل الدولية الذين لم يصدقوا على الاتفاقية هم:
- أفغانستان
- بروناي
- الصين
- جزر مارشال
- بالاو
- كوريا الجنوبية
- توفالو
- الولايات المتحدة

الدول الأعضاء في الأمم المتحدة التي ليست أعضاء في منظمة العمل الدولية هي أندورا وبوتان وليختنشتاين وميكرونيزيا وموناكو وناورو وكوريا الشمالية وتونغا.

## البروتوكول
في عام 2014 تم اعتماد البروتوكول من قبل مؤتمر العمل الدولي. البروتوكول حظى بتأييد 437 صوتا ورفض 8 أصوات وامتناع 27 عن التصويت (هناك 3 أصوات في الدول الأعضاء: واحد للحكومة وواحد للموظفين وواحد لأرباب العمل). كانت حكومة تايلاند هي الدولة الوحيدة التي صوتت ضد الاعتماد.